# 吸足蝠屬
吸足蝠屬（吸足蝠），哺乳綱、翼手目、吸足蝠科的一屬。
吸足蝠科，仅1属1种，即吸足蝠Myzopoda aurita。分布于马达加斯加岛。

## 下属物种
- 吸足蝠 (吸盤足蝠) - Myzopoda aurita A. Milne-Edwards & A. Grandidier, 1878
- Myzopoda schliemanni Goodman, Rakotondraparany & Kofoky, 2007